# Coelogyne longirachis
Coelogyne longirachis é uma espécie de orquídea epífita, família Orchidaceae, originária de Mindanao, nas Filipinas.